# Mary Shelley (pel·lícula)
Mary Shelley és una pel·lícula romàntica del 2017 dirigida per Haifaa al-Mansour i escrita per Emma Jensen. La trama segueix el primer amor de Mary Shelley am la seva relació romàntica amb el poeta Percy Bysshe Shelley, que la va inspirar per escriure Frankenstein. Una co-producció internacional, les estrelles de pel·lícula Elle Fanning com Mary Shelley, amb Maisie Williams, Douglas Booth, Bel Powley, i Ben Hardy com a actors de suport.
La pel·lícula es va estrenar al Festival Internacional de Cinema de Toronto el 9 de setembre de 2017. Va ser llençada als Estats Units el 25 de maig de 2018, per IFC Films, i al Regne Unit el 6 de juliol de 2018, per Curzon Artificial Eye. Ha estat subtitulada al català.

## Trama
La pel·lícula narra la història de la relació romàntica de l'escriptora Mary Shelley i el seu primer amor, el poeta Percy Bysshe Shelley, relació que la va inspirar per escriure Frankenstein.

## Repartiment
- Elle Fanning: Mary Shelley
- Douglas Booth: Percy Bysshe Shelley
- Tom Sturridge: Lord Byron
- Bel Powley: Claire Clairmont
- Stephen Dillane: William Godwin
- Ben Hardy: John William Polidori
- Maisie Williams: Isabel Baxter
- Joanne Froggatt: Mary Jane Clairmont

## Producció
Mary Shelley (canviat del títol original, Una Tempesta En les Estrelles, el gener de 2017) està basada en una història original de l'escriptora australiana Emma Jensen. Jensen va rebre finançament de Screen NSW and Screen Australia per a desenvolupar un primer esborrany del guió i els seus agents, United Talent Agency van vendre el guió a la productora americana Amy Baer. Al 28 de febrer de 2014, la directora Haifaa al-Mansour va ser contractada per dirigir la pel·lícula.
El 30 de juliol de 2014, Elle Fanning va ser triada per al paper de Mary Shelley. Bel Powley es va unir a la pel·lícula el 20 de març de 2015, pel paper de Claire Clairmont, la germanastra de Mary, que complica la relació entre ambdós amants. El 8 de maig de 2015, Douglas Booth va ser triat per encarnar a Percy. El 19 de febrer de 2016, Ben Hardy es va unir a la pel·lícula, que seria produïda per Alan Moloney i Ruth Coady de HanWay Films. El 2 de març de 2016, Tom Sturridge, Maisie Williams, Stephen Dillane, i Joanne Froggatt es van unir al repartiment.

### Filmació
El rodatge va començar el 20 de febrer de 2016 a Dublín, Irlanda. El 7 de març, la producció fou traslladada a Luxemburg.

## Estrena
La pel·lícula fou estrenada a nivell mundial al Festival Internacional de cinema de Toronto el 9 de setembre de 2017. Poc després, IFC Films i Curzon Artificial Eye van adquirir els drets de distribució de la pel·lícula, als EUA i Regne Unit, respectivament. La pel·lícula es va estrenar als EUA al Tribeca Festival de cinema el 28 d'abril de 2018.
Es va fer el llançament als Estats Units el 25 de maig de 2018, i al Regne Unit el 6 de juliol de 2018.

### Rebuda
Revisant la pàgina web de Rotten Tomatoes, la pel·lícula té un índex d'aprovació del 37% basat en 101 revisions, amb un índex mitjà de 5.4/10. " A Metacritic, la pel·lícula té una puntuació mitjana de 49 sobre 100, basada en 26 crítiques, indicant "ressenyes barrejades o mitjanes".
"De mica en mica Mary s'adona de fins a quin punt Shelley i el seu amic Lord Byron viuen instal·lats en certs privilegis que se'ls neguen a les dones. Així es desmitifiquen alguns imaginaris del Romanticisme"